# Villa Certosa
Villa Certosa si trova a Porto Rotondo, una frazione di Olbia, nei pressi di Punta Lada. È stata una delle residenze estive di Silvio Berlusconi, che la utilizzava con un contratto di comodato gratuito con la società immobiliare Idra S.p.A., di proprietà dello stesso Berlusconi.

## Descrizione
Si estende su 4500 metri quadri, con 126 stanze e un parco a oggi di 120 ettari. È stata utilizzata per accogliere capi di Stato o di governo come il presidente George W. Bush, il primo ministro inglese Tony Blair, il ceco Mirek Topolánek, il russo Vladimir Putin e gli spagnoli José Zapatero e José María Aznar.

## Storia
Berlusconi l'acquistò sul finire degli anni ottanta da Gianni Onorato, proprietario della rete televisiva La Voce Sarda, e in quell'occasione fu ribattezzata (in precedenza si chiamava "Villa Monastero"). È stata ristrutturata e ampliata su progetto dell'architetto di fiducia di Berlusconi Gianni Gamondi, progettista di numerose ville della Costa Smeralda.
Il 6 maggio 2004, con decreto del governo, l'abitazione è stata definita «sede alternativa di massima sicurezza per l'incolumità del presidente del Consiglio».
A gennaio 2021 Berlusconi ha fatto fare una perizia tecnica di valutazione dell'immobile, dal quale risulta un valore di circa 259 milioni di euro. Tale valutazione fa sì che la magione sia tra le più costose al mondo, ma, in caso di vendita, potrebbe avere un valore di mercato ancora più alto.
A gennaio 2024 gli eredi di Berlusconi hanno deciso di porre la villa in vendita per 500 milioni euro.